# Taipei 101

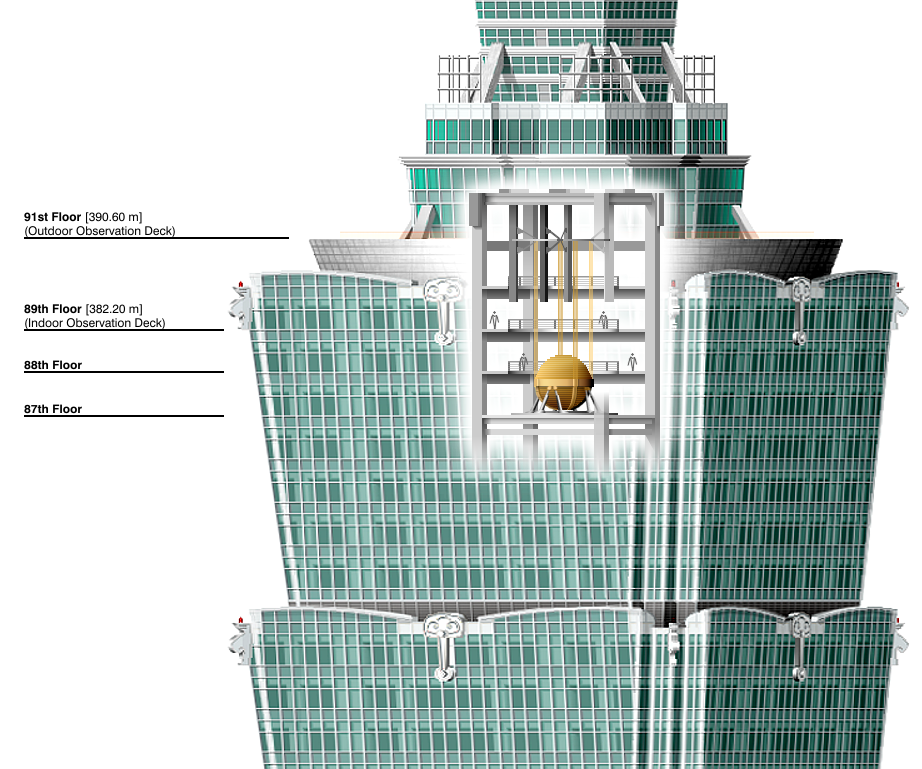
A stabilizáló gömb

A Taipei 101 százegy emeletes felhőkarcoló a tajvani Tajpejben. 509,2 méter magas, 1999-től 2004-ig épült. A toronyházat 2004. december 31-én adták át, tűzijáték kíséretében. Akkoriban – a torontói CN torony mögött – a világ második legmagasabb épülete volt.
A korábbi csúcstartót, a Kuala Lumpur-i Petronas-ikertornyot 57,3 méterrel megelőzte, de hamarosan Sanghajban és Dubajban is épült magasabb épület.

## Tervezése és építése
Számos más tajvani és kínai épület mellett a Tajpej 101-et is C.Y. Lee és csoportja tervezte. Az építmény látszólagos méretét megnöveli a „pagoda stílusú” kialakítása, mivel a földszintről szemlélve a szekciók – a fölfelé szélesedő kialakításának köszönhetően – valós méretüknél nagyobbnak tűnnek. A nemzetközi formák és a helyi kulturális tradíciók egyensúlyban tartásával kialakított forma nyolc részből áll (a kínai nyolcas szám a jólétet és a bizalmat szimbolizálja), nyíló bambuszra hasonlítva. Az összetett acél- és vasbeton szerkezet kiemelkedő mérnöki teljesítmény, hiszen nem csupán az épület saját kolosszális súlyát kell viselnie, ellen kell állnia a földrengéseknek és tájfunoknak. A szubtrópusi éghajlat következtében az épület felső részeinél a relatíve hidegebb téli hónapokban folyamatosan felhők lebegnek.
A földrengések és tájfunok sújtotta területre 101 emeletes épületet tervezni jelentős kihívás volt a mérnökök számára. Minden eshetőséggel számolniuk kellett, hiszen a torony alig 200 méterre áll egy törésvonaltól, és szinte állandó 160 km/h sebességű szélnyomásnak van kitéve. Az épületmozgások kiegyenlítésére létrehoztak egy hangolható tömegszabályozó rendszert. Ennek lényeges eleme egy 725 tonnás, 5,5 méteres átmérőjű gömb, ami a 88. emeleten található. Az elsődleges fő tartószerkezet flexibilis, hogy ellenállhasson a földmozgásoknak, a gömb pedig ingaként lóg benne, ellentétes irányban mozogva az épülettel, ellensúlyozandó a nagy szélnyomás vagy a földmozgás okozta épületkilengéseket, rezgéseket – ezzel biztosítva a stabilitást.
Az épület felső részén található kilátó alatt elhelyezkedő tömegszabályozó rendszer gömbje egyben turistalátványosság is. Évi egymillió látogató kíváncsi arra, milyen a kilátás a Tajpej-torony tetejéről, illetve milyen érzés a világ leggyorsabb liftjével közlekedni, a földszintről a kilátószintig (357 méter) 37 másodperc alatt jutva fel. A toronyban található leggyorsabb lift 17 m/s sebességgel közlekedik. A torony struktúrája egy acéldoboz keret, aminek a közepe táján 16 acéllemez pillér található, ezek a 62. szintig betonnal vannak feltöltve. A négy külső falhoz közel a 26. emeletig két „szuperoszlop”, két „aloszlop” és két „sarokoszlop” található, melyek szintén betonnal vannak feltöltve.
Az épület felállításakor több ezer tonna acélt és betont kellett feljuttatni az egyre magasabban lévő szintekre. Az építkezés közben 2002 márciusában bekövetkezett földrengés miatt egy daru lezuhant, és több munkást maga alá temetett. A befektetőknek a Sungshan reptérrel is akadtak nehézségeik az épület magassága és elhelyezkedése miatt, de végül sikerült megegyezniük. A 86. és 88. emeletek között található kilátóból és étteremből a környező hegyeket, a Keelung folyót és a Dél-kínai-tengert is lehet látni. Az alsó szinteket teljes egészében kibérelték, de a 101. emeletig azért még akad üres hely. A toronyban működik Tajpej prémium-bevásárlóközpontja, a 101 Mall, 74 ezer négyzetméteren 160 bolttal és 12 étteremmel.